# Josep Maria Palés i Pon
Josep Maria Palés i Pon (Barcelona, 16 de juliol de 1963) és un exjugador de tennis de taula català. Va competir en la prova individual masculina als Jocs Olímpics d'estiu de 1992.

## Trajectòria
Format al Club de 7 a 9, on va començar a jugar el 1971 amb el seu pare Jordi, va ser subcampió d'Europa individual (1977 i 1978) en categoria cadet. Com a absolut, va conquerir catorze títols de campió de Catalunya, catorze més de campió de Barcelona –durant els anys que no es disputaren els campionats catalans–, i deu de Lliga. Es va proclamar nou vegades campió d'Espanya individual (1977, 1978, 1980, 1983, 1985-88 i 1992), de dobles (1979, 1981 i 1983-89), dobles mixtos (1981, 1983-85 i 1988-92) i per equips (1978, 1979, 1981-85, 1990 i 1993). Els anys 1983 i 1985 va guanyar els quatre títols estatals. Va desenvolupar la major part de la seva carrera al Club 7 a 9, però també va jugar a la Penya Solera. Va crear un club amb el seu nom, el Club de Tennis de Taula Josep Maria Palés, i va dirigir una escola de tennis de taula al Centre Esportiu Municipal de l'Estació del Nord de Barcelona.